# Irkut
Irkut (rusky Иркут, mongolsky Эрхүү гол) je řeka v Burjatsku a v Irkutské oblasti v Rusku. Je dlouhá 488 km (včetně zdrojnice Černý Irkut). Plocha povodí měří 15 000 km².

## Průběh toku
Odtéká z jezera Ilčir ve Východních Sajanech třemi zdrojnicemi. Protéká Tunkinskou kotlinou a na jejím dolním konci vytváří v soutěsce peřeje. Ústí zleva do Angary (povodí Jeniseje).

## Vodní režim
Zdrojem vody jsou dešťové a sněhové srážky. Průměrný roční průtok vody v ústí činí 140 m³/s. Zamrzá na konci října až v polovině listopadu a rozmrzá na konci dubna až na začátku května.

## Využití
Řeka je splavná pro vodáky. V ústí leží město Irkutsk.